# The Meaning of Mariah Carey
The Meaning of Mariah Carey é um livro de memórias da cantora e compositora estadunidense Mariah Carey, escrito em conjunto com Michaela Angela Davis, e lançado em 29 de setembro de 2020. Descrito como uma "história não filtrada" da "improvável e inspiradora jornada de sobrevivência e resiliência de Carey enquanto ela luta em meio a complexas questões de raça, identidade, classe, infância, e traumas familiares durante sua ascensão meteórica ao estrelato musical", o livro expõe experiências não contadas anteriormente.
O livro foi originalmente publicado nos Estados Unidos pela Andy Cohen Books—uma marca da Henry Holt—e também está disponível em formato de audiolivro na plataforma Audible. A versão em audiobook, lida pela própria Carey, inclui uma variedade de clipes musicais e interlúdios (também cantados e lidos por Carey). O livro chegou à primeira posição da Lista de Best Sellers do The New York Times, após sua primeira semana de lançamento.

## Promoção
Para promover o livro, Carey lançou, em 2 de outubro de 2020, seu oitavo álbum de compilação, The Rarities, e falou com Oprah Winfrey em seu programa na Apple TV, The Oprah Conversation. Ela também discutiu o livro em entrevistas televisivas com Jane Pauley, no programa Sunday Morning, da rede CBS; Gayle King, no CBS This Morning; Stephen Colbert, no The Late Show, Trevor Noah, no Daily Show; e Andy Cohen, no Watch What Happens Live. Além disso, ela participou de entrevistas de rádio com Angie Martinez e Trevor Nelson, bem como uma discussão online ao vivo, com a amiga Misty Copeland, para a Amazon Live.